# Dinqinesh Mercha
Dinqinesh Mercha, född 1815, död 1907, var Etiopiens kejsarinna 1868-1871, gift med kejsar Tekle Giyorgis II. 
Hennes make avsattes och efterträddes av hennes bror. 